# Winterborne Clenston
Winterborne Clenston è un villaggio e parrocchia civile dell'Inghilterra, appartenente alla contea del Dorset.